# Émile Denegri
Émile Denegri est un footballeur français, né le 10 janvier 1910 à Saint-Raphaël dans le département du Var et mort le 2 décembre 1972 dans la même ville. Il évolue au poste d'attaquant de la fin des années 1920 au milieu des années 1930.

## Biographie
Après des débuts au Stade raphaëlois, il joue à l'AS Cannes puis à l'OGC Nice, au SO Montpellier et au Havre AC.